# ديزموند هاميل
ديزموند هاميل (بالإنجليزية: Desmond Hamill)‏ هو صحفي بريطاني، ولد في 2 نوفمبر 1936، وتوفي في 9 أبريل 2013.